# Nidderau
Nidderau é um município da Alemanha, situado no distrito de Main-Kinzig, no estado de Hesse. Tem 46,73 km² de área, e sua população em 2019 foi estimada em 20.601 habitantes.